# Relationer mellan Chile och Peru
Relationerna mellan Chile och Peru avser de internationella relationerna mellan de bägge latinamerikanska länderna Chile och Peru. Länderna delar en lång gemensam historia av diplomati som går tillbaks till Inkariket på 1400-talet. Under Spaniens tid som dominerande maktcenter blev Peru en lydstat under den spanska kronan. I det peruanska frihetskriget lyckades de dock, med militär hjälp från bland annat Chile, att bryta sig loss. Under 1800-talet då båda länderna blev helt självständiga stärktes banden mellan länderna på ett positivt sätt. Under Konfederationskriget formades en allians mellan Chile och dissidenter från den peruanska militären i syfte att befria och återförena Perus båda republiker (Södra Peru och Norra Peru). Senare, under Chinca-kriget bildade Peru och Chile en enad front mot den spanska flottan som hade ockuperat Chincha-öarna och hindrat handeln i den södra delen av Stilla havet.

## Historik

### Den spanska perioden
Efter att Peru "erövrats" av Francisco Pizarro och dennes trupper gjorde Diego de Almagro en expedition till Chile i syfte att söka efter guld. Expeditionen misslyckades dock och han återvände till Peru där han försökte störta Pizarro. Även detta misslyckades och han dömdes till döden. En tid efter detta ledde Pedro de Valdivia en expedition från Peru till Chile, då kallat för "Nya Toledo", vilken ledde till grundandet av Santiago de la Nueva Extremadura och av Chilenska kungadömet. Det upptäcktes dock inte mycket guld eller silver som spanjorerna värderade i detta område. På grund av detta och de ständiga attackerna från det lokala Mapuchefolket förblev Chile under stora delar av kolonialtiden en fattig och problematisk provins i Vicekungadömet Peru. För att skydda sig mot attackerna och få full officiell kontroll över landet bygges omfattande fästningar, såsom de Valdivianska forten.

### Stillahavskrigen (1879-1883)

Karta över nationella gränser före och efter Stillahavskrigen Brunt: Peruanska territorier före kriget. Gult: Bolivianska territorierföre kriget. Grönt: Chilenska territorier före kriget. Svart linje: Chiles gränser efter kriget.

### Cenepakriget (1995)
1995 var Peru inblandat i Cenepakriget, ett tredagarskrig med Ecuador om Cenepafloden.